# TGV Reseau
TGV Réseau (TGVレゾ、TGV-R) は、フランス国鉄 (SNCF) が導入した準動力集中方式の高速鉄道用車両。TGV Atlantique編成をベースに設計され、1992年から1996年にかけてアルストムで製造され、1993年に営業運転を開始した。
Réseauはフランス語で「ネットワーク」を意味する。

## 編成概要
LGV北線の開業に際し、LGV全線区での運用のほか、ベルギーやイタリア方面への直通列車運用も考慮して開発された。SNCFの電化方式である交流25,000Vと直流1,500Vの2電源に対応する編成（28000形）と、この2電源に加えてベルギー国鉄 (SNCB) ・イタリアFSの標準電化方式である直流3,000Vにも対応する編成（38000形）が存在する。2電源対応編成は1992年から1996年にかけて編成番号501 - 550の50本が、3電源対応編成は1994年から1996年にかけて編成番号4501 - 4530の30本と、Thalys PBA編成（PBAはパリ・ブリュッセル・アムステルダムの頭文字）として編成番号4531 - 4540の10本がそれぞれ製造された。
Atlantique編成は両端2両の動力車と中間10両の客車で組成されていたが、このRéseau編成はSud-Est編成と同様に両端2両の動力車と中間8両の客車で組成されている。編成長は200.190m、車体幅は2,904mm、編成重量は2電源対応編成383t、3電源対応編成388tである。LGV区間の最高速度は320km/h（LGV東ヨーロッパ線全区間、LGVローヌ・アルプ線、LGV地中海線の一部区間のみ。その他は300km/h）である。
台車、ブレーキシステムは基本的にはAtlantique編成と共通だが、主電動機はAtlantique編成のSTS44.39.6型から新型のSM47型に変更された。交流25,000V区間での定格編成出力は8,800kWである。
客車は一等車 (Première classe) 3両、二等車 (Seconde classe) 4両、二等座席とバーの合造車1両で構成される。Atlantique編成ではLGV大西洋線での高速走行でのトンネル通過時における車内の気圧変動（「耳ツン」現象）が問題となったため、Réseau編成からは気密構造とされた。

## 客車の改修・他編成への転用・改造

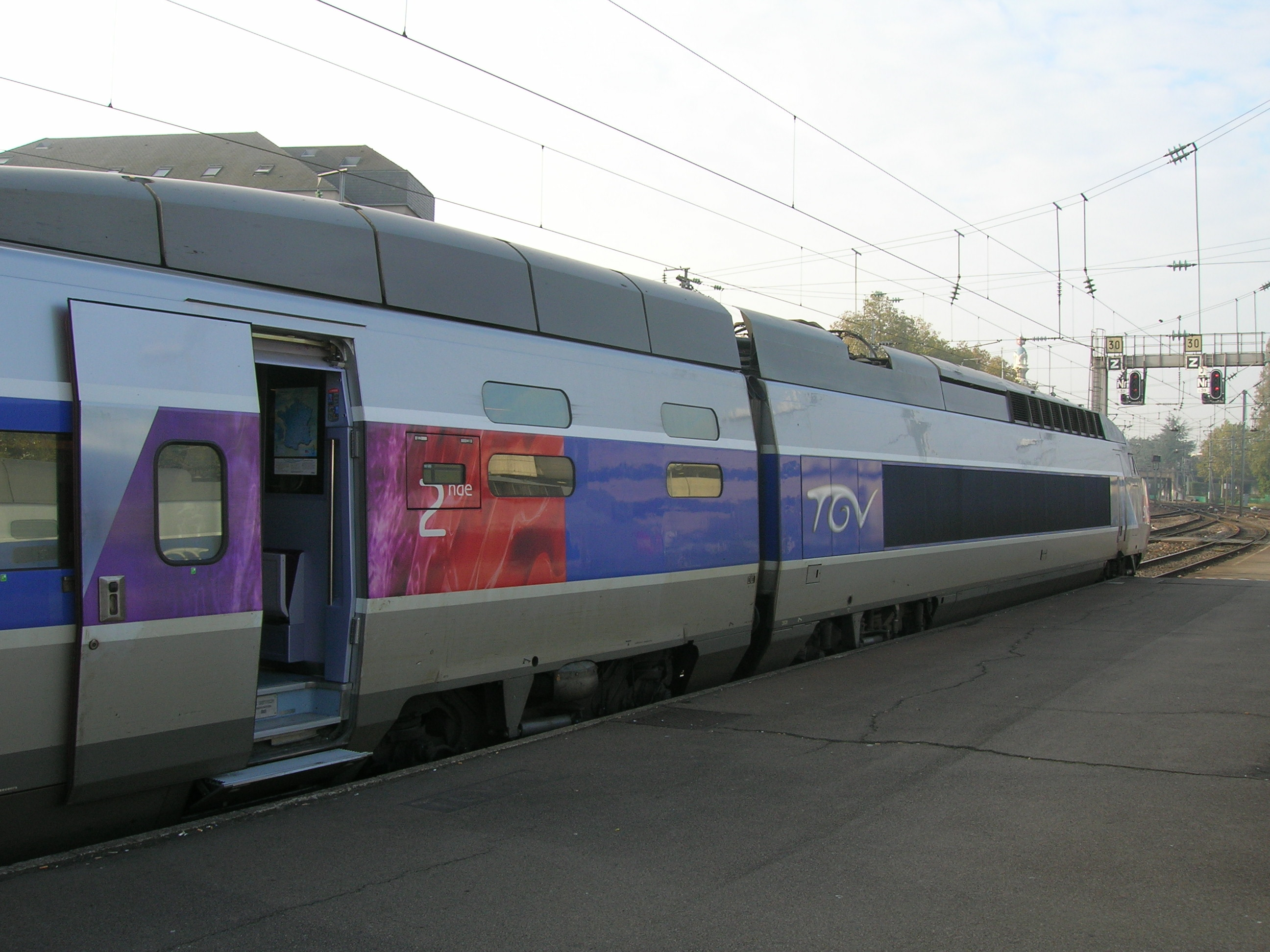
ラクロワデザイン改修編成の外観（2006年11月、ナント駅）

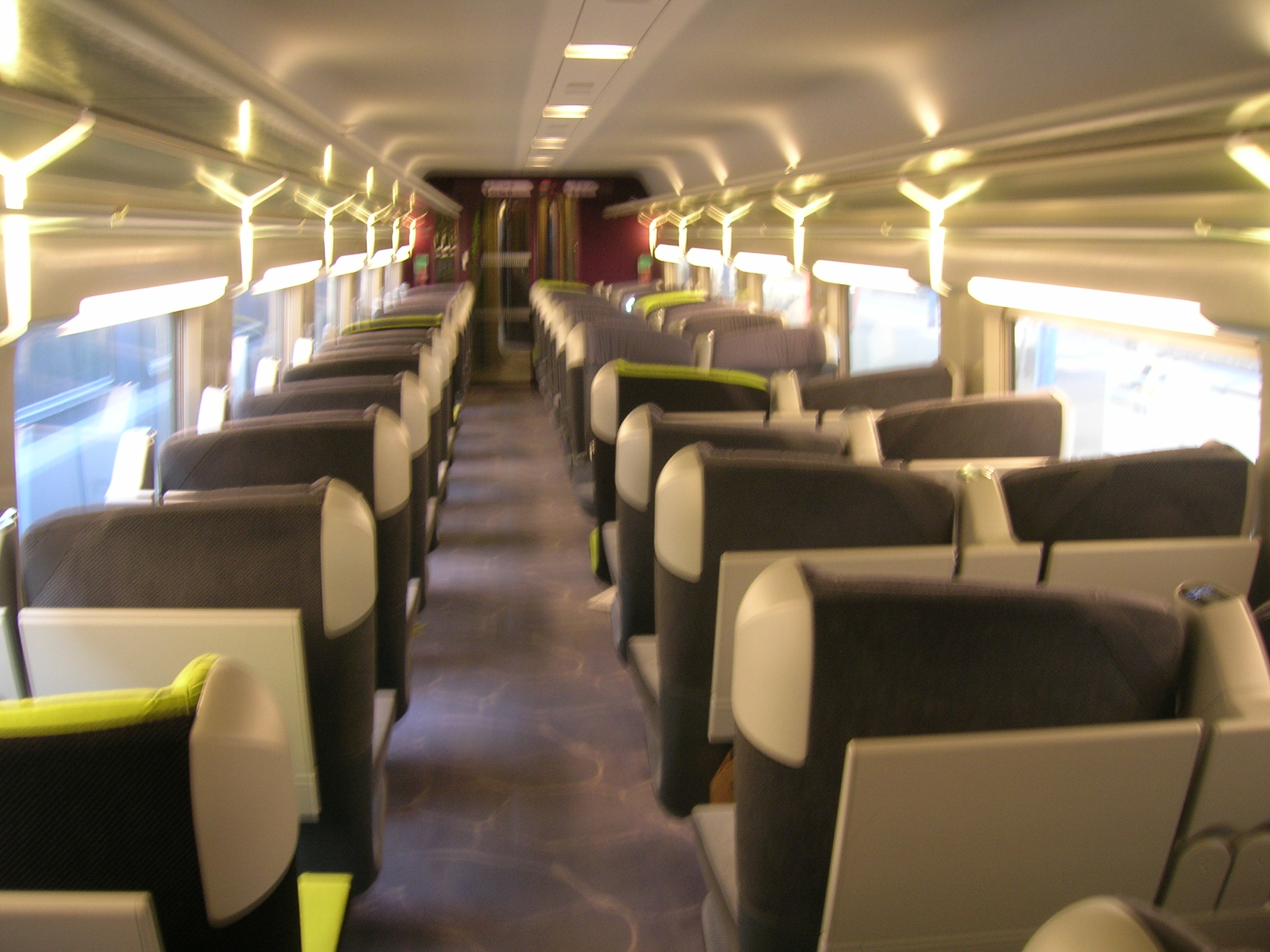
ラクロワデザインに改修された一等車車内（2006年11月）

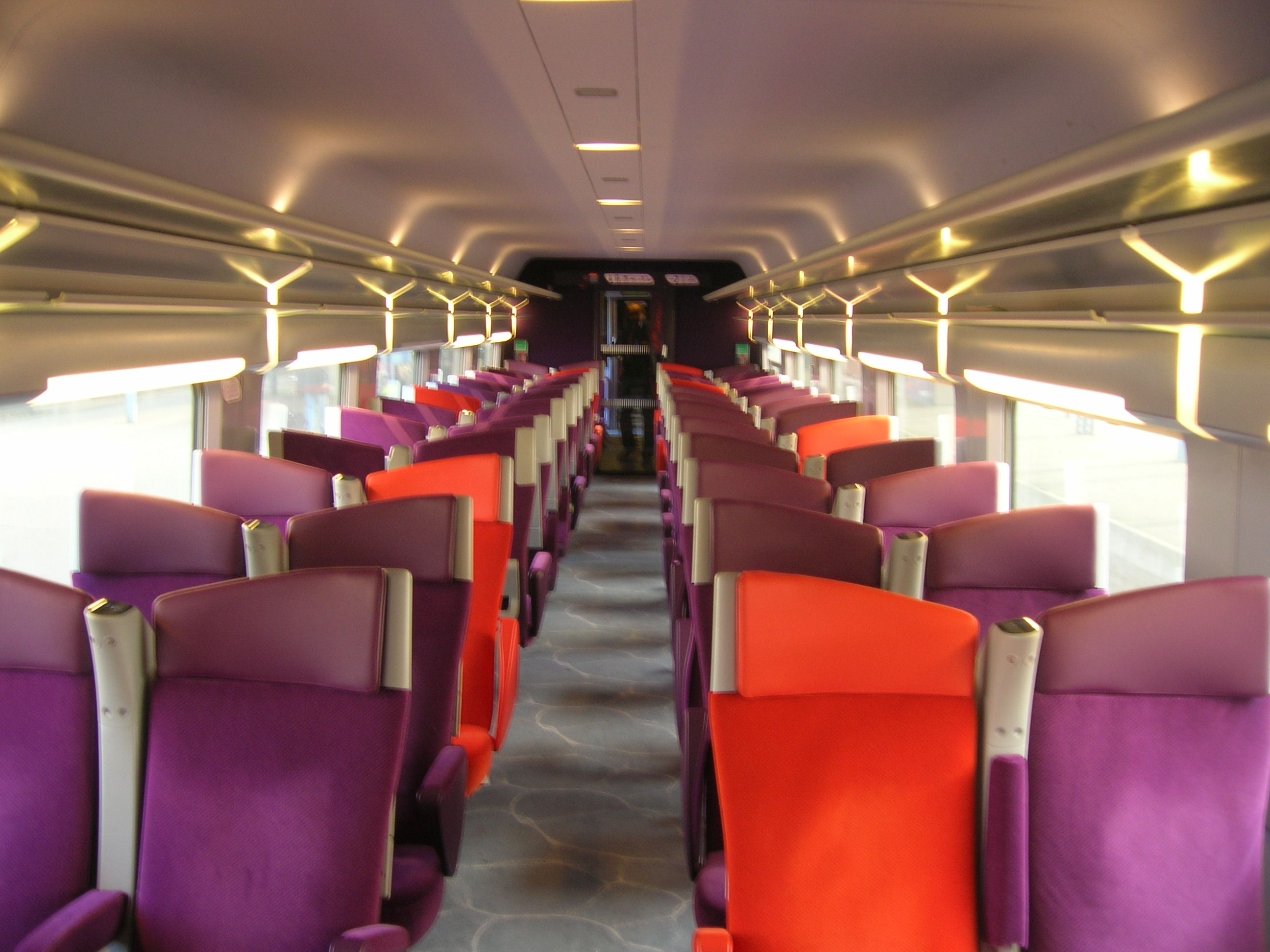
ラクロワデザインに改修された二等車車内（2006年11月）

Réseau編成の運行開始から10年以上が経過し、客車の内装も陳腐化していた。また2007年のLGV東ヨーロッパ線開業に際して2電源対応Réseau編成を同線系統の列車でも運用することも考慮し、客車を改修する必要があった。
改修する客車内装の候補は、2002年と2003年にTGVの現行ロゴをデザインしたレカロ社、客車をダブルデッカーとしたTGV Duplex編成をデザインしたMDBとクリスチャン・ラクロワ (Christian Lacroix) 、ケンゾーによる三種類が公表された。最終的にパリで開催されたTrain Capitale expositionでMBDデザインとクリスチャン・ラクロワのデザインが選ばれることになった。
2電源対応編成は2004年からリール近郊に立地するSNCFエレーム (Hellemmes) 工場で改修工事を開始し、2006年に全編成の改修を完了した。3電源対応編成についても2008年から2009年にかけて改修工事が施工されているが、2電源対応編成とは異なるデザインが採用されている。
2電源対応編成のうち、編成番号515 - 533の客車はLGV東ヨーロッパ線からスイス連邦鉄道・ドイツ鉄道 (DB) 区間への直通運転に対応したTGV POS編成に転用された。
捻出された動力車は編成番号515 - 526・529・530・532・533がDuplex編成の編成番号601 - 612・616 - 619に転用され、編成番号527・528・531は3電源対応編成の編成番号4507 - 4509の客車を組み込み編成番号551 - 553の3本が組成された。さらに編成番号4507 - 4509の動力車はDuplex編成の編成番号613 - 615に転用された。この結果、Réseau編成の19本の動力車が新製されたDuplex編成の客車と組成されている。これらの編成は「TGV Réseau Duplex」とも称される。 
第4530編成は電気・軌道総合試験車である｢TGV IRIS 320｣に改造され、2006年から運用されている。LGV区間のほか、在来線区間の検測も行っている。
Thalys PBA編成として落成した第4531編成はRéseau編成に転用され、第4551編成となった。
第502編成は事故により損傷を受け、一部の車両はAGVの試験編成に改造転用された。

## 2009年時点の状況

### 2電源対応編成
2009年7月時点では編成番号501・503 - 514・534 - 553の33本が在籍する。全編成がパリ東郊のパンタンに立地する東ヨーロッパ車両基地 (Technicentre Est Européen) に配置され、東ヨーロッパ線系統の列車を中心に運用されている。

### 3電源対応編成

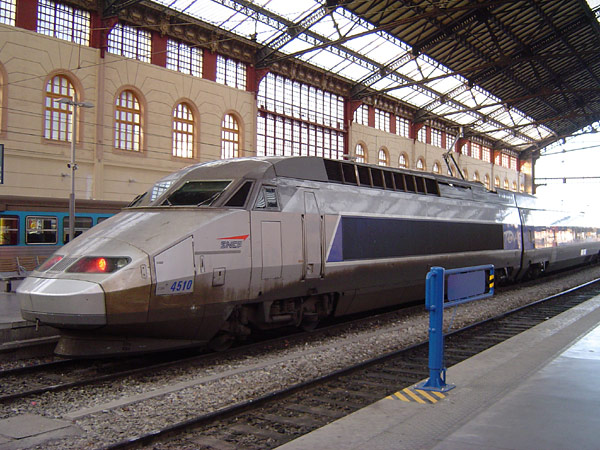
3電源対応第4510編成（マルセイユ・サン・シャルル駅）

2009年7月時点では編成番号4501 - 4506・4510 - 4529・4551の27本と、Thalys PBA編成の編成番号4532 - 4540の9本、計36本が在籍する。編成番号4501 - 4506はパリ・リヨン駅 - ミラノ中央駅間のイタリア直通国際列車・アルテシアに運用され、パリ・リヨン駅近くに立地する南東ヨーロッパ車両基地 (Technicentre Sud Est Européen) に配置されている。その他の編成はパリ北駅近くに立地するランディ車両基地 (Technicentre Le Landy) に配置されている。